# Pottermore
Pottermore war eine Website von J. K. Rowling, auf der Artikel und interaktive Inhalte rund um die Welt von Harry Potter veröffentlicht wurden. Außerdem gab es eine Verkaufsplattform für E-Books und Audiobooks der Harry-Potter-Bücher.
Pottermore war ab dem 14. April 2012 öffentlich zugänglich; im Oktober 2019 wurde die Seite geschlossen und durch wizardingworld.com ersetzt (seit Oktober 2024 harrypotter.com). Harry Potter beinhaltet viele der Informationen, die auch auf Pottermore zu finden waren, sowie den offiziellen Fan-Club. Neben den Harry-Potter-Geschichten befasst sie sich auch mit der Phantastische-Tierwesen-Reihe, die im selben fiktiven Universum, der Magischen Welt (engl. Wizarding World) spielt.

## Pottermore 2011–2015

### Entstehung
Pottermore wurde zwei Jahre lang von der britischen Digitalagentur TH_NK konzipiert und in Zusammenarbeit mit Sony entwickelt. Eine Webseite, die das Projekt ankündigte, erschien im Juni 2011. Diese Webseite enthielt einen Link zu einem Youtube-Kanal, der einen Countdown zeigte. Ab dem 15. Juni veröffentlichten mehrere Harry-Potter-Fanseiten geographische Daten, die auf einer von J.K. Rowling kreierten und in Google Maps integrierten Seite eingegeben werden konnten und so die Buchstaben des Namens ihres neuen Projekts verrieten. In einem Youtube-Video vom 23. Juni gab Rowling weitere Details über Pottermore bekannt.
In der Woche zwischen dem 31. Juli und 6. August 2011 gab es die Möglichkeit, sich vor dem offiziellen Start als Betatester zu registrieren. Jeden Tag wurde ein Rätsel auf der Seite von Pottermore bekannt gegeben, das der Reihenfolge nach jeweils einen der sieben Bände betraf. Das Rätsel erschien immer zu einer anderen Zeit, und täglich hatten ca. 143.000 Fans die Chance, einer der eine Million Betatester zu werden.
Ursprünglich für Oktober 2011 angekündigt, wurde der Start der Vollversion der Website mehrmals nach hinten verschoben. Ab dem 2. November 2011 ging die Seite für eine unbestimmte Zeit offline, um Fehler zu beheben und die Seite zu verbessern. Am 14. Dezember 2011 ging die Seite wieder online, mit der Veränderung, dass nun das Duellieren möglich war. Am 14. April 2012 wurde Pottermore für alle Nutzer geöffnet.

### Inhalte
Die Benutzer konnten alle sieben Harry-Potter-Bücher interaktiv erleben und den Protagonisten durch die Kapitel „folgen“, beginnend mit dem ersten Buch Harry Potter und der Stein der Weisen. Unter anderem konnte man die Winkelgasse besuchen, in der man sich mit virtuellem Geld (Galleonen) verschiedene Gegenstände kaufen und einen Zauberstab erhalten konnte. Im weiteren Verlauf wurde der Spieler in eines der vier Häuser von Hogwarts (Gryffindor, Slytherin, Hufflepuff oder Ravenclaw) eingeteilt, lernte Zaubersprüche, konnte sich mit anderen Nutzern der Plattform duellieren und Zaubertränke brauen. Pottermore war damals auf sechs Sprachen verfügbar, darunter auch deutsch.
Viele Buchkapitel wurden dafür in sogenannte „Momente“ zerlegt – Schauplätze, Spiele oder andere interaktive Umsetzungen der wichtigsten Szenen des jeweiligen Kapitels, die oft mit versteckten Belohnungen (etwa in Form von Zaubertrankzutaten oder Exklusivmaterial von J. K. Rowling) aufwarteten. Insgesamt sollten so über 18.000 Wörter zusätzlichen Inhalts und bislang unbekannter Hintergrundinformationen und Notizen der Autorin zur Verfügung gestellt werden.
Durch das Agieren in den Momenten, aber auch Interaktionen mit anderen Benutzern im „virtuellen Hogwarts“ sammelte man Hauspunkte und Galleonen. Zwei Mal im Jahr wurde der Hauspokal vergeben und der Hauspunktestand danach wieder annulliert. So entwickelte sich Pottermore immer mehr in Richtung eines sozialen Netzwerks (inklusive der Möglichkeit Mitteilungen zu posten, Bilder hochzuladen, und Nachrichten und Objekte zu „liken“). Ein großer Unterschied zu den bekannten sozialen Netzwerken bestand jedoch darin, dass Benutzernamen keine Klarnamen sein konnten, sondern per Zufall vergeben wurden. Mitte April 2015 wurden alle Kommentarfunktionen eingestellt; begründet wurde dies mit Kinderschutzmaßnahmen und einer zu intensiven Moderation. Dadurch war es ab diesem Zeitpunkt nicht mehr möglich, zu „chatten“, Bilder hochzuladen und Kommentare abzugeben. Ein Jahr zuvor, im April 2014, hatte Pottermore die „erfolgreiche“ Kooperation mit Sony beendet.
Kurz vor der Umstellung der Seite am 22. September 2015 gab es die Möglichkeit für die Benutzer, sich ein Zertifikat auszudrucken, auf dem das Hogwarts-Haus, der Zauberstab und die Anzahl der erspielten Hauspunkte stand.

## Pottermore 2015–2019
Am 11. September 2015 kündigte Pottermore einschneidende Änderungen an. Am 22. September wurde die Website dann vollständig erneuert, und man entfernte die meisten interaktiven Inhalte, darunter die Möglichkeit, die Bücher interaktiv zu erleben, das Duellieren, das Brauen von Zaubertränken und die Zuordnung von Hogwarts-Haus und Zauberstab. Stattdessen bot man eine Sammlung an Texten und Artikeln über die Welt von Harry Potter an. Ein professioneller Journalist, der „Pottermore Correspondent“, wurde eingestellt, der nicht nur neue Inhalte (wie Interviews) veröffentlicht, sondern auch Inhalte der Bücher und Filme aufarbeitete. Besonders im Fokus standen dabei der Film Phantastische Tierwesen und wo sie zu finden sind und das Theaterstück Harry Potter und das verwunschene Kind. J. K. Rowling veröffentlichte weiterhin gelegentlich Exklusivmaterial für Pottermore, etwa über die Familie Potter, ausländische Zaubererschulen oder die Geschichte der Magie in Nordamerika, und die Texte von der alten Seite wurden übernommen. Alle Inhalte waren nun ausschließlich in englischer Sprache verfügbar.
Am 28. Januar 2016 wurde es wieder ermöglicht, einem Hogwarts-Haus und einem Zauberstab zugeordnet zu werden, später sogar zu einem Haus der amerikanischen Zaubererschule Ilvermorny.

## Wizarding World Digital
Im Oktober 2019 wurde Pottermore zur Wizarding World Digital. Ein großer Teil der Inhalte ist aber weiterhin auf den Seiten der Wizarding World zu finden. Die Wizarding World Digital ist eine Zusammenarbeit von Warner Bros. und Pottermore Publishing und bildet das virtuelle Zentrum für alle Informationen rund um Harry Potter und die Phantastische Tierwesen-Reihe. Bei Pottermore Publishing handelt es sich um einen Verlag, der für alle Publikationen der Harry Potter Welt und der Phantastische Tierwesen-Reihe zuständig ist. Wizarding World Digital gehört nicht zu Pottermore Publishing. Im Oktober 2024 wurde die Wizarding World Digital in Harry Potter umbenannt. Alle bisherigen Features bestehen weiterhin. Als Betreiber wird trotz der Namensänderung die Wizarding World Digital angegeben. Die Seiten pottermore.com und wizardingworld.com werden seitdem zu harrypotter.com weitergeleitet.

## Shop
Der Pottermore-Shop wurde am 27. März 2012 eröffnet. Hier konnten E-Books und Hörbücher in verschiedenen Sprachen erworben werden. Der Pottermore-Shop war anfangs der exklusive Verkäufer der Harry-Potter-E-Books, so leitete etwa auch Amazon bei einer entsprechenden Suchanfrage auf Pottermore weiter. Ende 2015 bekamen die E-Books und Hörbücher neue Cover und dürfen nun auch von anderen Händlern verkauft werden.
Auf der seit 2019 aktiven Webseite wizardingworld.com ist der Shop nicht Teil der Webseite, sondern lediglich verlinkt. Der Nutzer wird beim Klick auf den Shop-Button darüber informiert, dass nun die Webseite von Wizarding World Digital verlassen wird. Der offizielle Harry-Potter-Onlineshop gehört zu Warner Bros.

## Rezeption
Seit dem Tag der ersten Ankündigung erfuhr das Projekt Pottermore weltweite Beachtung. Das Magazin Wired nannte die Veröffentlichung der Website einen „Radiohead moment“ und spielte damit auf die Band Radiohead an, die 2007 ihr Album In Rainbows ohne Plattenlabel im Internet veröffentlichte. Auf ähnlich revolutionäre Weise habe sich Rowling von ihrem Verlag unabhängig gemacht, was für Autoren ein zukunftsweisendes Konzept sein könne.
Seit der Ankündigung der Website wird daher diskutiert, welche Auswirkungen diese Art der E-Book-Veröffentlichung auf die Verlage Bloomsbury Publishing und Scholastic, den Konzern Warner Bros. und Verkaufsplattformen wie Amazon.com haben wird.
Der Sprecher der britischen Buchhändler-Kette Waterstone’s Jon Howells äußerte sich „enttäuscht, dass wir vom Verkauf der lange erwarteten E-Book-Edition ausgeschlossen werden“. Die Branchenzeitschrift des deutschen Buchhandels, das Börsenblatt, beurteilt den Trend zur Selbstvermarktung digitaler Inhalte durch Autoren, vorbei am klassischen Verkauf über Verlag und Handel, als kritisch. Relativierend ergänzt Joachim Kaufmann, Geschäftsführer des Carlsen Verlags, bei dem die deutschen Harry-Potter-Ausgaben erschienen sind: „Ein Erfolg wie Harry Potter ist absolut einmalig, dementsprechend einmalig ist die Stärke der Marke und die damit verbundene Möglichkeit einer direkten Ansprache der Fans.“
Die britische Tageszeitung The Guardian analysierte die Marketing-Strategie hinter Pottermore und kritisierte J. K. Rowlings Versuch, die Schaffung einer Plattform zur Vermarktung ihrer Produkte als selbstlosen Akt darzustellen.
Rowling hatte zuvor gesagt, sie wolle durch Pottermore ihren treuen Fans etwas zurückgeben.